# ميرابيلا
ميرابيلا مجلة نسائية صدرت من يونيو 1989  إلى أبريل 2000.   أنشأتها غريس ميرابيلا، رئيسة تحريرمجلة فوغ السابقة، وسميت باسمها، بالشراكة مع روبرت مردوخ. 
نشرت المجلة في الأصل شركة نيوز كوربوريشن، وأصبحت ملكًا لشركة Hachette Filipacchi عام 1995.   اشتهرت هذه المجلة بكونها مجلة نسائية ذكية، إلا أنها عانت من بعض الضعف عند مقارنتها بمجلة Elle، وهي مجلة أكثر مرحًا صدرت عن الناشر نفسه.  ساهم انخفاض عائدات الإعلانات بخسارة قدرها 9 ملايين دولار عام 1999، وأغلقت المجلة فور ظهور مجلة أوبرا وينفري واسمهاO مجلة أوبرا في أبريل 2000. 
بلغ توزيع مجلة ميرابيلا 558,009 نسخة وقت توقفها. 

## المحررون
- إيمي جروس (1989–1993، 1995–1997)
- جاي براينت (1993–1995) [2]
- دومينيك براوننغ (1995)
- روبرتا مايرز (1997–2000)